# Januszowa
Januszowa – wieś w Polsce położona w województwie małopolskim, w powiecie nowosądeckim, w gminie Chełmiec}.
Wieś duchowna, własność opactwa norbertanów w Nowym Sączu położona była w drugiej połowie XVI wieku w powiecie sądeckim województwa krakowskiego.
W latach 1975–1998 miejscowość administracyjnie należała do województwa nowosądeckiego.
Wieś leży w zachodniej części Beskidu Niskiego. Powstała w wyniku osadnictwa mieszczan sądeckich. 30 czerwca 2004 wieś liczyła 528 mieszkańców. We wsi działa szkoła podstawowa. W 2019 roku została utworzona siłownia zewnętrzna.
Wierni kościoła rzymskokatolickiego należą do parafii św. Jana Pawła II w Nowym Sączu.